# Katsuragi
Pour les articles homonymes, voir Katsuragi (homonymie).
Katsuragi (葛城市, Katsuragi-shi) est une ville de la préfecture de Nara sur l'île de Honshū au Japon.

## Géographie

### Situation
Katsuragi est située dans l'ouest de la préfecture de Nara.

### Démographie
En octobre 2022, la population de Katsuragi s'élevait à 37 748 habitants (1 119 hab./km2) répartis sur une superficie de 33,73 km2.

### Topographie
Le mont Yamato Katsuragi se trouve dans le sud-ouest de la ville. Le mont Nijō se dresse sur la frontière avec la ville de Taishi (Préfecture d'Osaka).

## Histoire
La ville a été créée lors de la fusion des anciens bourgs de Shinjō et Taima le 1er octobre 2004.

## Culture locale et patrimoine
- Taima-dera

## Transports
La ville est desservie par les lignes Minami Osaka et Gose de la Kintetsu et par la ligne Wakayama de la JR West.